# Comuna Uralove, Seredîna-Buda
Uralove (în ucraineană Уралове) este o comună în raionul Seredîna-Buda, regiunea Sumî, Ucraina, formată din satele Ciîhîn și Uralove (reședința).

## Demografie
Componența lingvistică a comunei Uralove
     Rusă (92,86%)
     Ucraineană (7%)
Conform recensământului din 2001, majoritatea populației comunei Uralove era vorbitoare de rusă (92,86%), existând în minoritate și vorbitori de ucraineană (7%).